# Бил Нај (научник)
Вилијалм Станфорд „Бил” Нај (27. новембар 1955. године –), познат као Бил Нај научник, је амерички промотер науке, комичар, водитељ, глумац, писац, научник и бивши инжењер, најпознатији као водитељ Дизни / ПБС дечије емисије Бил Нај научник (1993—1998). Касније се такође појављује у медијима као промотер науке.

## Биографија и образовање
Нај је рођен 27. новембра 1955, године, у Вашингтону. Његова бака по мајци је била францускиња из Дансвоара.
Након похађања Лафејт основне школе и Алис Дел школе, он почиње школовање са стипендијом у приватној школи, Сидвел Френдс, а завршава је 1973. године. Студирао је машинство на Корнел универзитету (где је похађао астрономију код познатог астронома Карла Сејгана), а завршава студије са дипломирао из машинства 1977. године. Нај се повремено враћа у Корнел као гост предавач на катедрама за астрономију и људску екологију.

## Каријера
Нај је започео своју каријеру у Сијетлу, где је радио за компанију  Боинг и глумио у филмовима. За време рада у Боингу је развио резонансу за хидраулични притисак Боинга 747. Касније је радио као консултант у аеро индустрији. Године 1999. он је рекао Сент Питерсбург тајмсу да се пријавиљивао НАСА-и да буде астронаут, али је увек одбијан.

### Бил Нај научник
Нај је започео своју професионалну каријеру забављача као писац / глумац на телевизијској емисији, Скоро уживо!. Водитељ емисије, Рос Шафер, му је предложио на направи неке научне демонстрације у сегменту од шест минута, са надимком „научник”. 
Од 1991. до 1993. године се појавио у образовним сегментима разних ТВ емисија. Популарност ових сегмената је довела до до настанка емисије Бил Нај научник, коју је он водио од 1993. до 1998. Свака од 100 епизода је имала циљ да објасни одређену тему у науци млађој публици, али је емисија ипак привукла и одраслу публику. Са својим комични тоном, емисија је постала популаран као наставно средство у школама. Када је глумио „научника”, Нај је увек носио плави лабораторијски мантил и лептир-машну.
Нај је написао неколико књига, као што је Научник. Поред вођења емисије, био је и писац и продуцент. Цела емисија је била снимљена у Сијетлу.

### Забава/образовање
Нај је остао заинтересован за научно образовање кроз забаву. Он је глумио професора науке у Дизни филму Директор иде на одмор, 1998. године; у ком је направио ховерборд како би приказао науку на необичан начин. Од 2000. до 2002. године, Нај је био технички експерт у БетлБотсу. У 2004. и 2005. години, Нај је водио 100 Највећих открића, ТВ емисију продукције Дискавери канала. Он је такође водио серију Највећа открића са Бил Најом. Такође је гостовао и глумио у много других серија и емисија.
Нај је гостовао неколико пута у емисији Лери Кинг Лајв, говорећи о темама као што су глобално загревање и НЛО. Он је тврдио да је глобално загревање проблем којим се сви треба бавити и који се мора ускоро решити. Што се НЛО-а тиче, он је скептичан и тврди да постоје рационална објашњења за Розвел и остала НЛО виђења.
Нај се појављује у сегментима емисије Код Климе, где говори о својим личним начинима уштеде енергије. Он се још увек редовно појављује у емисији и често постављао квиз питања. Јесени 2008. године, Нај се појављује периодично на дневном квизу Ко жели да постане милионер у оквиру поново уведеног „Питајте експерта”. У 2008. години, је такође био домаћин емисије Ствари се дешавају. У новембру 2008. године глуми себе у петој сезона "Брејн Сторм" заједно са колегом, астрофизичарем, Нилом Деграсом Тајсоном.
Сегменти емисије Бил Нај научник, су коришћени као текст музичко-образовног пројекта, Симфонија науке. Такође је снимио кратак Јутуб видео, где заговара коришћење чисте енергије. Бил се придружио америчкој Оптометријској Асоцијацији у мултимедијалној рекламној кампањи.
У септембру 2012. године, Нај тврди да креационистички ставови прете научном образовању и иновацијама у САД. У фебруару 2014. године учествује у дебати са креационистон Кеном Хемом у Музеју креационизма, на тему да ли је стварање одржив модел настанка живота.
У фебруару 2014. године, Нај посећује Белу кућу у оквиру филмског фестивала студената.

### Научни рад
У раним 2000-им, Нај помаже у развоју малог сунчаног сата који ће бити укључен у Марс ровер мисију. Сат је познат као  МарсДајл. Од 2005. до 2010. године је био потпредседник Планетарног Друштва, организације која се залаже за свемирско истраживање и истраживање других планета, посебно Марса. Он је постао други извршни директор организације у септембру 2010. године, након оставке Луиса Фридмена.
У новембру 2010. године, Нај постаје заштитно лице нове сталне поставке у Чабот свемирском и научном центра у Оукленду. У интервјуу за изложбе је рекао: „Све у изложби је усмерено томе да прикаже величину проблема климатских промена. Приказује вам пуно о коришћењу енергије ... То је велика прилика ... Потребни су нам људе, предузетници, проналазачи, млади иноватори, како би променили свет.”
Нај је донирао соларни сат Корнел универзитету 27. августа 2012. године, након јавног предавања које је напунило салу од 715 седишта. Нај говорио о очевој страсти за сатове, о свом времену на Корнел универзитету и о његовом раду на Марс роверу. 
Нај је водио Q&A сесију након слетања Марс ровера 2012. године.
Нај је власник неколико патента, укључујући један за балетанке и други за лупу направљену од пластичне кесе са водом. Нај је подржао рекласификацију Плутона као патуљасте планете 2006. године.
У интервјуу Јохна Раела, Нај је изјавио да је његова „забринутост сада научна неписменост ... ви [јавност] немате довољног основно знање о универзуму." У новембру 2012. године, Нај је покренуо Кикстартер пројекат за образовну игру, АЕРО 3Д, али није прикупио довољно новца. Његова књига, Непобитно: Еволуција и наука Креације је објављена 4. новембра 2014. Његова друга књига, Незаустављиво: укроћивање науке за промену света, ће бити објављена 2015. године.
На Дан Земље 2015. године, Нај се састао са америчким председником Обамом да заједно посете национални парк Еверглејдс на Флориди и разговарају о климатским променама и научном образовању.

### Плесање са звездама
Нај је био такмичар у 17. сезони Плесања са звездама 2013. године, у са новајлијом Тином Стецклеин. Они су на почетку сезоне елиминисан након што је Нај претрпео повреду тетиве, након само 3 наступа.
| Плес        | Резултат  | Музика                                        | Елиминација     |
| ----------- | --------- | --------------------------------------------- | --------------- |
| Cha-cha-cha | 14(5-4-5) | "Weird Science"—Oingo Boingo                  | Без Елиминације |
| Paso Doble  | 17(6-5-6) | "Symphony No. 5"—Ludwig van Beethoven         | Безбедан        |
| Jazz        | 16(6-5-5) | "Get Lucky"—Daft Punk feat. Pharrell Williams | Елиминисан      |

## Лични живот
Од 2014. године, Нај је живео у околини Лос Анђелеса и на Менхетну, али је имао и кућу на Мерсер Ајленду. Од јула 2007. године, Нај и еколошки активиста Ед Бегли се ангажује у пријатељском такмичењу „да виде ко може да има најнижу емисију угљен-диоксида”. У интервјуу 2008. године, Нај се нашалио да жели да „победи Ед Беглија” у овом такмичењу. Нај и Беглеи су комшије у Лос Анђелесу, а понекад вечерају заједно у локалном вегетаријанском ресторану. Нај се често појављује на Беглијевој емисији Зелена Планета. Нај ужива у бејзболу и повремено ради експерименте који укључују физику ове игре. Он је тренирао алтимет док је студирао и живео у Сијетлу. У јулу 2012. године подржава председника Барака Обаму на председничким изборима.
Нај је објавио своју веридбу 2006. године. Он је био верен са музичарком Блер Тиндел 7 недеља. Прекинуо је везу након што је веридба прогчашена неважећом. Поднео је пријаву против своје бивше веренице 2007. године.
Нај је страствени плесач и себе сматра агностиком.

## Награде и почасти
У мају 1999. године, Нај је био говорник на Ренселер Политехничком институту где му је додељен почасни докторат. Додељен му је и почасни докторат Универзитета Џонс Хопкинс у мају 2008. године. У мају 2011. године, добија и почасни докторат од Универзитета Виламет. У мају 2015, Рутгерс Универзит му уручује почасни докторат и додељује му награду од $ 35,000. Поред тога, такође је добио почасни докторат педагогије од Лехигх Универзитета 20. маја 2013. Нај добија 2010. године награду најбољег хуманисте од Америчког Удружења Хуманиста.